# Вегетаріанство та релігія

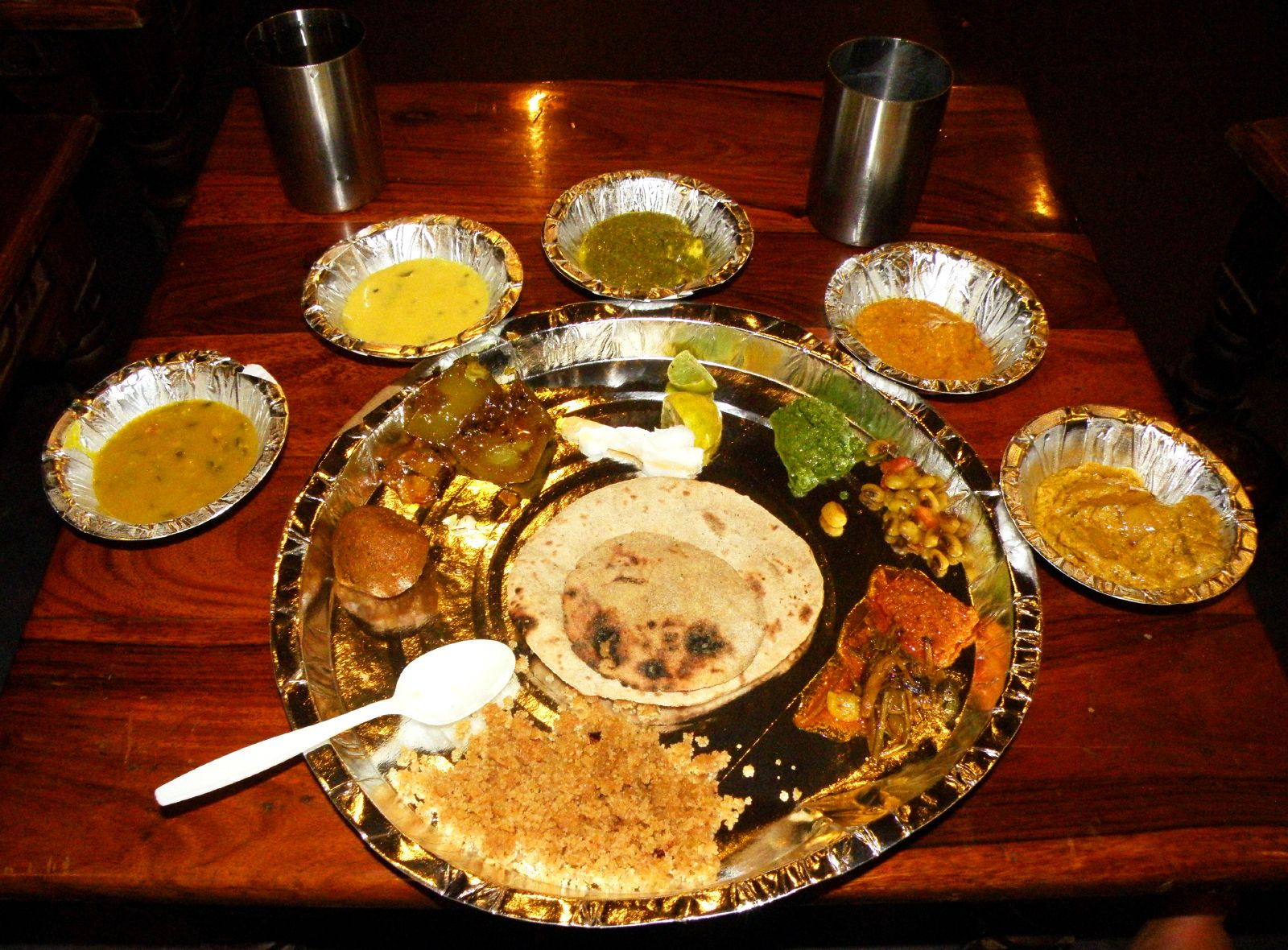
Вегетаріанське тхалі з Раджастхану, Індія. Індійська кухня пропонує велику різноманітність вегетаріанських страв.

Вегетаріанство відіграє значну роль в таких індійських релігіях, як індуїзм, джайнізм та буддизм. Вегетаріанство є обов'язковим для всіх послідовників джайнізму та широко практикується в індуїзмі та буддизмі махаяна.
В авраамічних релігіях (юдаїзмі, християнстві та ісламі) і в сикхізмі ставлення до вегетаріанства явним чином не сформульовано.

## Індуїзм
Багато індуїстів практикують вегетаріанство та намагаються керуватися у своєму житті принципом агімси (ненасильства). Індуїсти цінують життя тварин, визнаючи зв'язок, який існує між усіма живими істотами у Всесвіті. Однією з характерних рис індуїзму є шанування корови. З цієї причини, більшість індуїстів не вживають в їжу яловичину. Вживання в їжу інших видів м'яса і риби часто зводиться до особистих вподобань та смаків.
Ступінь строгості слідування вегетаріанській дієті серед індуїстів залежить від багатьох факторів. Зазвичай, порушення дієтичних норм в індуїстському суспільстві загрожує негативними наслідками для родини та кастової групи. Вживання в їжу продуктів, що вважаються нечистими або просто неприйнятними, негативно сприймається серед індуїстів.
Тісно пов'язана з індуїзмом аюрведа та суміжні дисципліни детально пояснюють ефекти, одержувані внаслідок вживання в їжу тих чи інших продуктів. Аюрведа приділяє увагу не тому, наскільки правильно вживання певного виду їжі з ритуальної точки зору, а тому, який вплив це справляє на здоров'я людини.

## Буддизм
У буддизмі завжди велося багато суперечок щодо вегетаріанства. За часів Будди, вживання м'яса не було заборонено, але було значно обмежено. Буддійським ченцям не дозволялося не лише вбивати тварин для свого прожитку, але навіть обробляти землю, оскільки така діяльність незмінно вабила за собою вбивство живих істот. Монахам дозволялося прийняття в їжу м'яса, пожертвуваного сімейними людьми, але лише в тих випадках, коли тварину не було вбито спеціально для них.

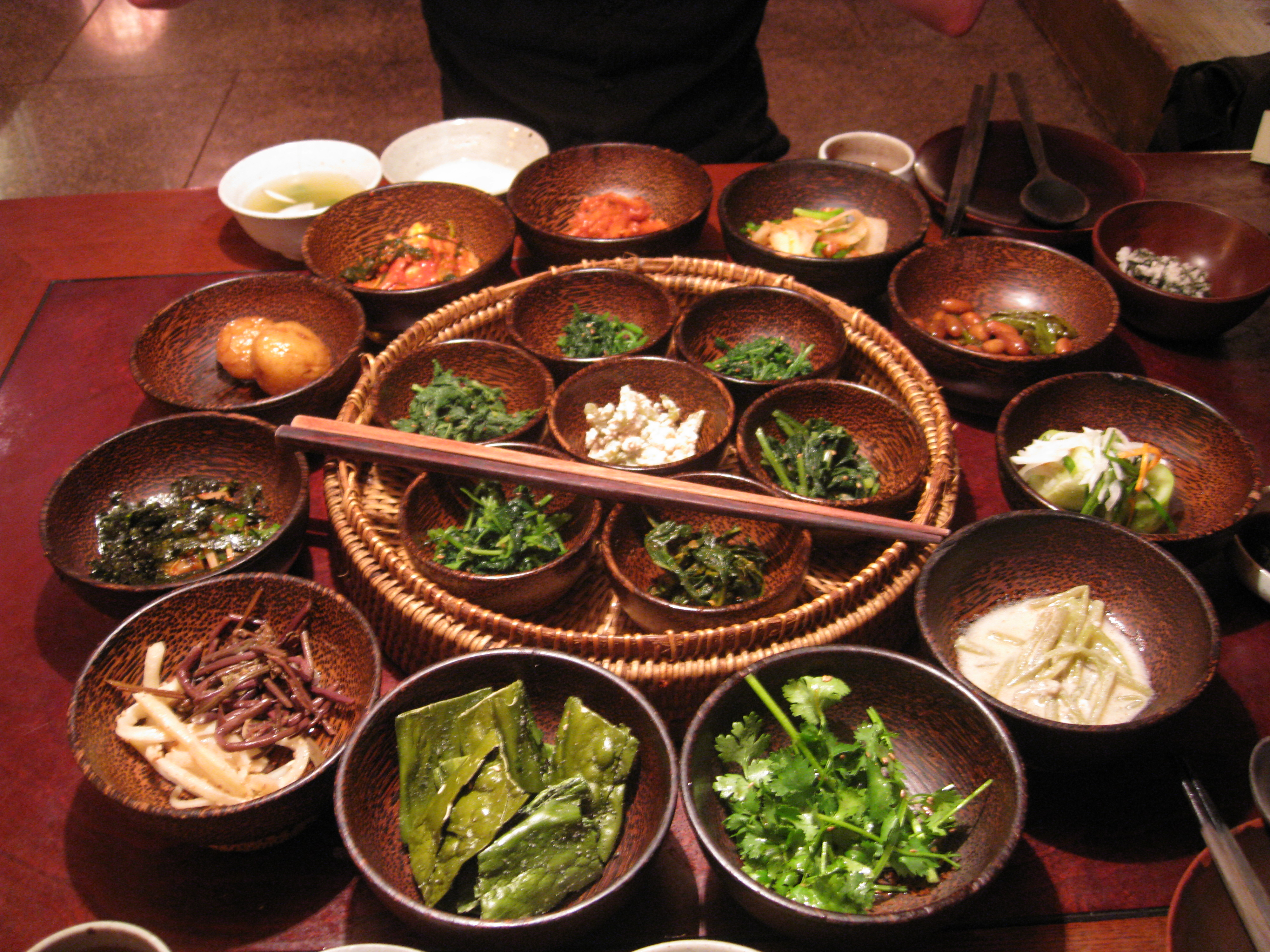
Буддизм впливав на корейські вегетаріанські гарніри.

Далеко не всі буддисти були або є вегетаріанцями. У країнах, де поширений буддизм тхеравади, вегетаріанство вважається бажаним, але практикується мало. Історично, коли жителі японських рибальських сіл обернулися в буддизм, вони не припинили рибний промисел та вживання риби в їжу. У високогірних регіонах Гімалаїв важко вирощувати достатню для прожитку кількість овочів. З цієї причини тибетці змушені були забивати тварин на прожиток, але старалися вбивати якомога менше їх число. Наприклад, оскільки м'ясо одного яка може прогодувати набагато більшу кількість людей, ніж м'ясо курки, тибетці воліли забивати одного яка замість кількох курей. Однак, в інших буддійських контекстах, вбивство великих тварин вважалося набагато більш гіршим, ніж убивство малих.
У такому тексті, як «Ланкаватара-сутра» стверджується, що бодгісаттва вважає всіх живих істот своїми дітьми і не може вживати м'ясо. Говориться, що належною їжею для бодгісаттв є рис, зелень, зернобобові, гхі, олія, мед та цукор.
Багато західних буддистів віддають перевагу вегетаріанській дієті та вважають, що всі буддисти повинні слідувати вегетаріанству. Таке ставлення також вплинуло на буддистів що живуть на Заході з тибетської та інших традиційно невегетаріанських культур. В цілому, однак, буддисти намагаються не слідувати догматичним поглядам як у цій, так і в інших областях, вважаючи, що це перешкоджає духовному прогресу. Слідувати чи ні вегетаріанській дієти, зазвичай, є особистим вибором кожного буддиста.
У сучасному буддійському світі ставлення до вегетаріанства залежить від місця проживання. У Китаї та В'єтнамі ченці зазвичай не їдять м'яса, але є й інші обмеження. У Японії чи Кореї тільки деякі школи не їдять м'яса. Теравадіни в Шрі-Ланці та Південно-Східній Азії не практикують вегетаріанство. Усім буддистам, включаючи ченців, дозволяється практикувати вегетаріанство, якщо вони цього хочуть. Фелпс (2004: 147) стверджує, що «точних статистичних даних немає, але я б здогадався, і це лише здогадки, що у всьому світі близько половини всіх буддистів є вегетаріанцями».

## Сикхізм

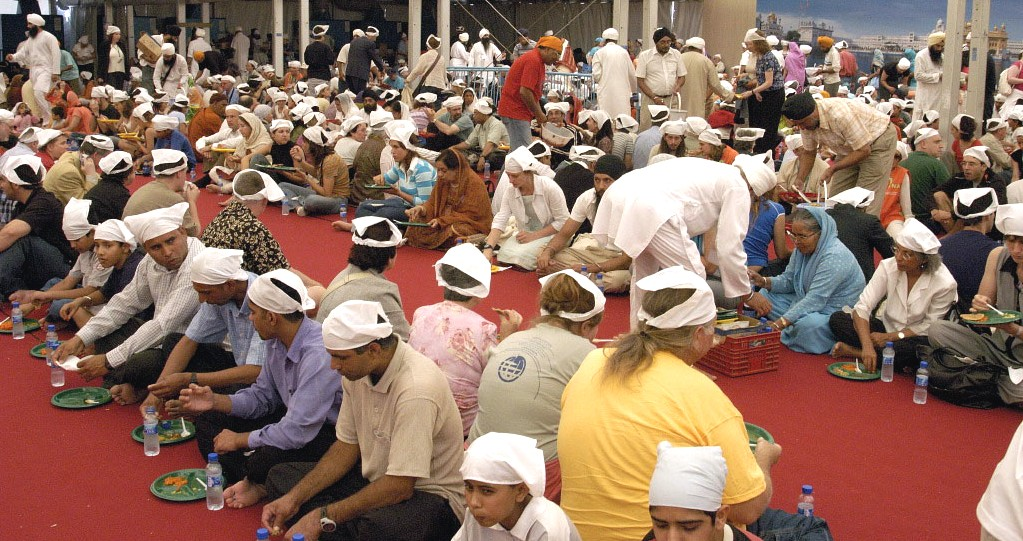
У сикхському лангарі всі люди на рівних їдять вегетаріанську їжу.

Сикхський звід правил поведінки забороняє вживання в їжу халяльного м'яса, тобто м'яса забитих за мусульманським звичаєм тварин. Одні сикхи розглядають цю заборону як дозвіл на вживання м'яса тварин, забитих іншим способом, а інші — як повна заборона м'ясоїдства. Основний священний текст сикхів, «Гуру Грантх Сахіб», не дає чіткого уявлення про ставлення сикхів до вегетаріанства. Гуру Нанак коментує в ряді віршів ставлення індуїстських брагманів до м'ясоїдства як до згубної практики. Він, зокрема, стверджує, що в круговерті життя важко бути вільним від насильства над іншими живими істотами, до яких він також відносить рослини. В сікських текстах також описуються історії про те, як пізні сикхські гуру займалися полюванням і їли м'ясо.
На практиці, більшість жителів Пенджабу вживають в їжу набагато менше м'яса, ніж в середньому люди на Заході. Також як і індуїсти, сикхи, зазвичай, виключають зі свого раціону яловичину. Історично, це робилося з економічних міркувань. Таким чином зберігалося поголів'я корів та биків, що забезпечувало селян молоком, та використовувалося для орання землі та перевезення вантажів.

## Авраамічні релігії
Усі юдейські, християнські та мусульманські традиції (авраамічні релігії) мають міцні зв’язки з біблійним ідеалом Едемського саду, що включає посилання на рослинну дієту. [Буття 1: 29–31, Ісая 11: 6–9 ]. Хоча традиційно вегетаріанство не розглядається як основне у цих традиціях, деякі євреї, християни та мусульмани практикують вегетаріанство та підтримують його.

### Юдаїзм
Незважаючи на те, що єврейське вегетаріанство не часто розглядається як основне, низка євреїв обстоює аргументи за єврейське вегетаріанство. Середньовічні рабини, такі як Джозеф Альбо та Ісаак Арама, розглядали вегетаріанство як моральний ідеал , а низка сучасних єврейських груп та єврейських релігійних та культурних авторитетів сприяли вегетаріанству. Серед груп, що виступають за єврейське вегетаріанство, є «Єврейська рослинність», сучасна низова організація, яка пропагує веганство як «ідеальну дієту Бога», та Інститут Шамаїма В'Ареца, який пропагує веганську дієту в єврейській громаді через активність в галузі захисту тварин, кошерне веганство, і єврейської духовності. Одним із джерел пропаганди єврейського вегетаріанства в Ізраїлі є Амірім, вегетаріанський мошав (село).
Деякі єврейські вегетаріанці зазначали, що Адаму та Єві не дозволялося їсти м'ясо. У Буття 1:29 сказано: «І сказав Бог: Ось, Я дав тобі кожну траву, що дає насіння, що на поверхні всієї землі, і кожне дерево, що має плоди, що дають насіння, — тобі це буде на їжу», вказуючи що первісний план Бога полягав у тому, щоб людство було веганами. За деякими думками, весь світ знову стане вегетаріанцями у месіанську епоху, а невживання м’яса наближує світ до цього ідеалу . Оскільки ідеальні образи Тори — вегетаріанці, можна бачити, що закони кашрута насправді призначені для того, щоб відучити євреїв від вживання м'яса і наблизити їх до вегетаріанського ідеалу.

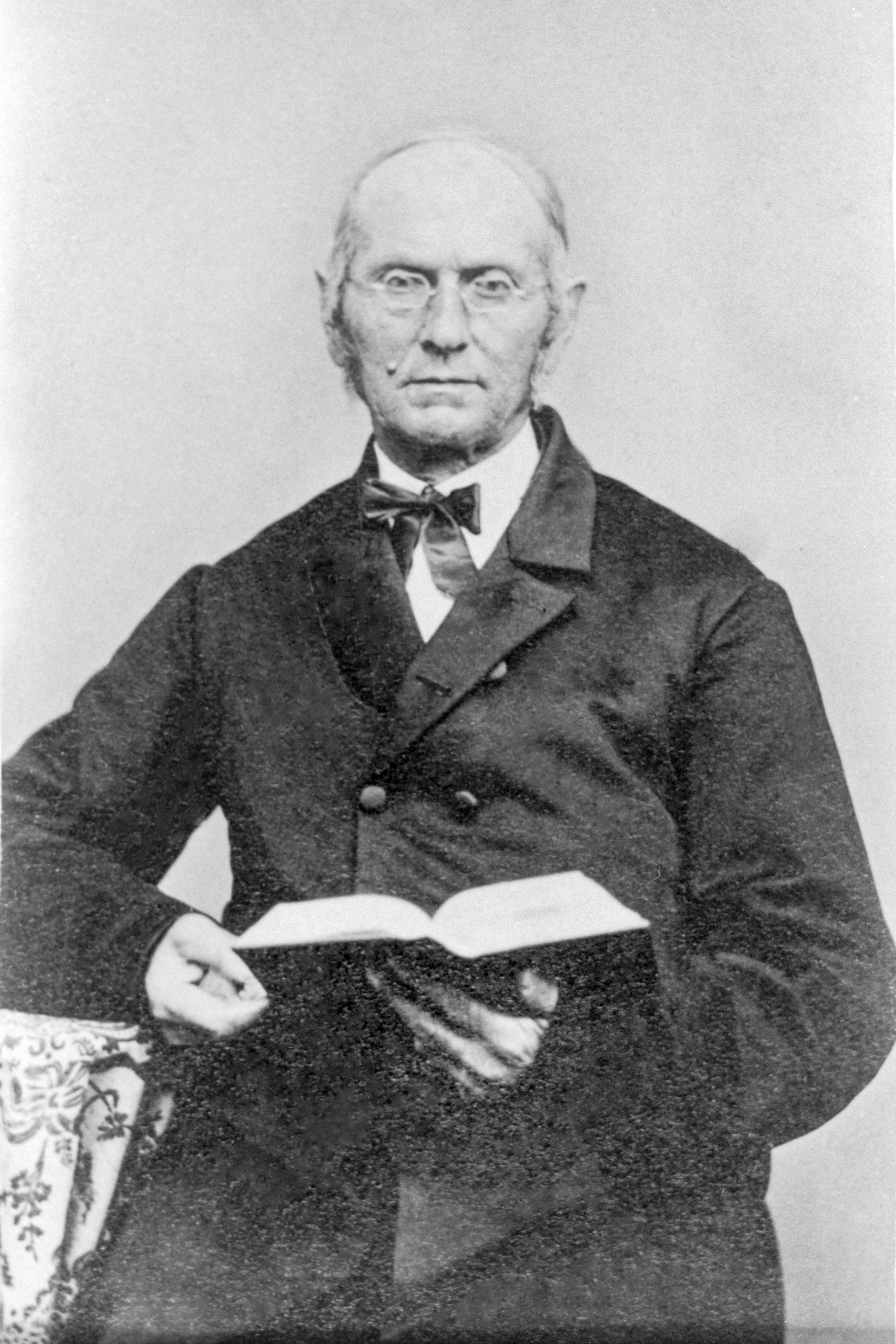
Джозеф Бейтс, вегетаріанець та один із засновників Церкви адвентистів сьомого дня.

### Християнство
У східному християнстві вегетаріанство практикується як частина посту під час Великого посту (хоча молюски та інші нехребетні продукти, як правило, вважаються прийнятними протягом деяких періодів цього часу). Веганський піст особливо поширений у Православній церкві та Орієнтальній православній церкві, таких як Коптська православна церква Александрії, яка зазвичай поститься 210 днів у році. Ця традиція дуже вплинула на кухню Ефіопії.
Деякі християнські групи, такі як Адвентисти сьомого дня, Християнська вегетаріанська асоціація та Християнські анархісти, буквально тлумачать біблійні пророцтва про універсальне вег(етері)анство [Буття 1:29–1:31, Ісая 11:6–11:9, Ісая 65:25] та заохочують такий спосіб життя — як бажаний або як інструмент для відмови від товарного статусу тварин та використання продуктів тваринного походження для будь-яких цілей. Інші групи вказують натомість на нібито явні пророцтва про храмові жертвоприношення в Месіанському Царстві, напр. Єзекіїля 46:12 [Архівовано 11 січня 2021 у Wayback Machine.], де говорять про, так звані, мирні жертви та жертви вільної волі, а також у Левит 7: 15–20 [Архівовано 10 січня 2021 у Wayback Machine.], де зазначено, що таких жертв їдять, що може суперечити самій меті Ісусової.
Кілька християнських чернецьких груп, включаючи Отців-пустинників, Траппістів, Бенедиктинців, Цистерціанців та Картузіанців, усіх православних ченців, а також християнські езотеричні групи, такі як Братство розенкрейцерів, заохочували пескетаріанство.

### Іслам
Іслам прямо забороняє їсти деякі види м’яса, особливо свинину. Однак одне з найважливіших ісламських святкувань, Курбан-байрам, передбачає жертвоприношення тварин. Мусульмани, котрі можуть собі це дозволити, приносять у жертву домашніх тварин (як правило, овець, але також верблюдів, корів та кіз). Згідно з Кораном , велику частину м’яса потрібно віддавати бідним і голодним, і докладається максимум зусиль, щоб жоден збіднілий мусульманин не залишився без жертовної їжі в дні таких свят, як Ід уль-Адха . Значна кількість суфій дотримуються вегетаріанської дієти. 
У січні 1996 року Міжнародний вегетаріанський союз оголосив про створення Мусульманського вегетаріанського / веганського товариства.

Прихильники вегетаріанства в ісламі вказують на вчення в Корані та Хадісах, що вказують на доброту і співчуття до тварин:
«Хто добрий до Божих створінь, той добрий до себе».
— Hadith: Bukhari
«Добра справа, зроблена тварині, так само похвально, як добра справа, зроблена по відношенню до людини, в той час як акт жорстокості по відношенню до тварини так само поганий, як акт жорстокості по відношенню до людини».

— Hadith: Mishkat al-Masabih; Book 6; Chapter 7, 8:178

### Растафаріанство
Растафаріанці, як правило, дотримуються дієти під назвою «айтал», яка уникає вживання їжі, що була штучно збережена, ароматизована або будь-яким чином хімічно змінена. Деякі растафаріанці вважають, що це також забороняє їсти м'ясо, але більшість не їстиме свинину як мінімум, вважаючи це нечистою справою.

### Бахаїзм
Хоча у Вірі Бахаї немає дієтичних обмежень, Абдул-Баха, син засновника релігії, зазначив, що вегетаріанська дієта, що складається з фруктів та зерен є бажаною, за винятком людей зі слабкою конституцією або тих, хто хворі . Він заявив, що немає вимог щодо того, щоб бахаї стали вегетаріанцями, але що майбутнє суспільство поступово стане вегетаріанцями . Абдул-Баха також заявив, що вбивство тварин дещо суперечить ідеї співчуття. Хоча Шогі Еффенді, глава Бахаїзму в першій половині 20 століття, заявив, що переважною є чисто вегетаріанська дієта, оскільки вона уникає вбивства тварин, як він, так і Всесвітній будинок справедливості (керівний орган Бахаї) заявили, що послідовники віри можуть вибрати їсти все, що їм заманеться, але поважати вірування інших.

## Інші релігії

### Маніхейство
Маніхейство було релігією, заснованою іранцем на ім'я Мані у часи держави Сасанідів. Релігія забороняла забій або поїдання тварин .

### Зороастризм
Маздакізм, частина Зороастризму, прямо пропагував вегетаріанство . 
Однією з головних заповідей Зороастризму є повага і доброзичливість до всього живого і засудження жорстокості щодо тварин.

### Нація Ісламу
Афроамериканська релігійна організація, Нація Ісламу, пропагує вегетаріанство, вважаючи його «найбільш здоровим і доброчесним способом харчування» .

### Даосизм
Вегетаріанство в даоських традиціях подібне до посту в християнській традиції. Хоча високорелігійні люди, такі як ченці, можуть бути постійно вегетаріанцями, веганами або пескетаріанцями. Даоське вегетаріанство схоже на китайське буддистське вегетаріанство, проте його коріння сягає добуддистських часів. Віряни історично утримувалися від продуктів тваринного походження та алкоголю, перш ніж практикувати конфуціанські, даоські та китайські обряди народної релігії.

## Подальше читання
- Religious Vegetarianism: From Hesiod to the Dalai Lama (2001) edited by: Kerry Walters; Lisa Portmess
- Lisa Kemmerer, Animals and World Religions (2012) ISBN 978-0199790685
- Phelps, Norm (2004). The Great Compassion: Buddhism & Animal Rights. New York: Lantern Books. ISBN 978-1590560693.
- Roberta Kalechofsky, Rabbis and Vegetarianism: An Evolving Tradition. (Micah Publications. Massachusetts, 1995. ISBN 0-916288-42-0.)
- Richard H. Schwartz, Judaism and Vegetarianism. (Lantern Books. New York, 2001. ISBN 1-930051-24-7.)
- Richard Alan Young, Is God a Vegetarian? (Carus Publishing Company. Chicago, 1999. ISBN 0-8126-9393-0.)
- Rynn Berry, Food for the Gods: Vegetarianism & the World's Religions (Pythagorean Publishers. May 1998. 978-096261692.1)
- Steven J. Rosen, Diet for Transcendence (formerly published as Food for the Spirit): Vegetarianism and the World Religions, foreword by Isaac Bashevis Singer (Badger, California: Torchlight Books, 1997)
- Steven J. Rosen, Holy Cow: The Hare Krishna Contribution to Vegetarianism and Animal Rights (New York: Lantern Books, 2004)